# Conus stocki
Conus stocki é uma espécie de gastrópode do gênero Conus, pertencente a família Conidae.